# Heliconius denticulatus
Heliconius denticulatus är en fjärilsart som beskrevs av Riffarth. Heliconius denticulatus ingår i släktet Heliconius och familjen praktfjärilar. Inga underarter finns listade i Catalogue of Life.